# Noi siamo leggenda
Noi siamo leggenda è una serie televisiva urban fantasy italiana, ispirata alla serie americana Heroes, trasmessa in prima serata su Rai 2 dal 22 novembre 2023, prodotta da Rai Fiction e Fabula Pictures con la collaborazione di Prime Video. Non si sa ancora se uscirà una seconda stagione.

## Trama
Massimo, Jean, Lin, Andrea e Greta, adolescenti liceali, a distanza di poco tempo gli uni dagli altri, scoprono di avere dei poteri diversi tra loro. Ognuno dei protagonisti affronta i disagi dei rispettivi nuclei familiari mentre la scoperta dei superpoteri acuisce il loro senso di frustrazione, portandoli a interrogarsi sul motivo per cui proprio loro hanno acquisito queste straordinarie facoltà. In un primo momento saranno inevitabilmente spaventati dalle loro sorprendenti capacità, ma in seguito imparano a vedere nei propri poteri una valvola di sfogo per evadere dai loro problemi quotidiani, quali l'inadeguatezza dovuta al senso di isolamento, l'incomprensione e l'incomunicabilità con i loro genitori.

## Episodi
| Stagioni       | Episodi | Prima TV |
| -------------- | ------- | -------- |
| Stagione unica | 12      | 2023     |

## Personaggi e interpreti

### Principali
- Jean Liberati, interpretato da Nicolas Maupas. È il figlio di Giuseppe e Charlotte Liberati ed è il nuovo arrivato nella scuola, dove fatica ad ambientarsi e viene preso di mira; il suo potere consiste nel rimarginare immediatamente qualsiasi ferita senza provare dolore. È segretamente innamorato di Greta, senza però essere ricambiato.
- Marco, interpretato da Giulio Pranno. È uno degli amici di Massimo nonché fratello gemello di Viola e figlio dell'ispettrice Nenchi.
- Andrea Ravenna, interpretato da Milo Roussel. È uno degli amici di Massimo ed è il figlio di Riccardo e Sabrina. Ha il potere di riportare in vita qualsiasi essere vivente; ciò avviene a rischio della sua vita, in quanto è affetto da una malformazione cardiaca che lo obbliga a sottoporsi costantemente a una serie di controlli periodici e ad evitare ogni emozione eccessivamente forte.
- Nicola Ravenna, interpretato da Giacomo Giorgio. È il fratello di Andrea. Egocentrico e vanitoso, è il bello della scuola ed è fidanzato con Sara. È insofferente per le attenzioni che i genitori rivolgono ad Andrea.
- Sara; Asia, interpretata da Beatrice Vendramin. Sara è la ragazza più bella della scuola nonché fidanzata di Nicola. Asia, invece, non è altri che Lin con le sue sembianze, utilizzate dapprima per tentare di conquistare Nicola e poi allo scopo di vendicarsi delle angherie da lei perpetrate ai suoi danni.
- Massimo Bianchi, interpretato da Emanuele Maria Di Stefano. È il figlio di Michela e possiede il potere di fondere e bruciare qualsiasi cosa con le proprie mani, il quale si attiva soprattutto nei momenti di rabbia. Una volta scoperto di avere tale potere, lo usa per prendersi una sorta di rivincita sulle ingiustizie ai suoi danni o a danno di altri.
- Viola, interpretata da Margherita Aresti. È la figlia dell'ispettore Nenchi, sorella gemella di Marco e per un certo periodo fidanzata di Massimo.
- Greta Bauer, interpretata da Sofya Gershevich. È la figlia di Jonas e Inge Bauer nonché fidanzata di Andrea; ha la capacità di tornare indietro nel tempo. Studia alla scuola internazionale prima frequentata dal suo amico Jean. Si sente in colpa per la sorte del fratello, in coma irreversibile da un anno e per cui anche la madre sembra volerle addebitare la responsabilità.
- Lin, interpretata da Giulia Lin. È una ragazza cinese di seconda generazione che viene presa di mira dai compagni di scuola; anche lei ha un potere, ossia quello di sostituirsi alle persone, grazie al quale si vendica delle angherie subite. Segretamente innamorata di Nicola, farà di tutto per incarnarne la donna ideale.
- Lara, interpretata da Valentina Romani. È la figlia di una collega della madre di Massimo, Anna Petrescu, anche lei malata di tumore. Studentessa universitaria, Lara inizia a lavorare in un bar per mantenersi ma vuole scoprire la verità sulla causa del tumore.
- Giovanni De Biase/Zeno Dominici, interpretato da Lino Guanciale. È un uomo misterioso che nasconde un oscuro segreto per il quale è stato costretto ad assumere un'altra identità.
- Inge Bauer, interpretata da Rike Schmid. È la moglie di Jonas e la madre di Greta; lavora come ambasciatrice in Vaticano.
- Fabio, interpretato da Alessandro Rovini.
- Jonas Bauer, interpretato da Ivan Franek. È il padre di Greta.
- Giuseppe Liberati, interpretato da Gaetano Bruno. È il padre di Jean ed è l'amministratore delegato di un'importante azienda di moda, la Revanche.
- Charlotte Liberati, interpretata da Eleonora Giovanardi. È la madre di Jean.
- Beatrice Nenchi, interpretata da Pia Lanciotti. È l'ispettrice capo che indaga sui vari furti commessi; ha due figli gemelli, Marco e Viola. Con il primo ha un legame molto forte mentre con la seconda ha un rapporto conflittuale. Era la migliore amica di Michela.
- Riccardo Ravenna, interpretato da Ettore Bassi. È una guardia notturna nonché padre di Andrea e Nicola.
- Nunzio Parini, interpretato da Antonio Gerardi. È il capo di Simona con cui ha una relazione tossica.
- Sabrina Ravenna, interpretata da Antonia Liskova. È la moglie di Riccardo nonché madre di Andrea e Nicola.
- Simona Bianchi, interpretata da Claudia Pandolfi. È la sorella di Michela con la quale ella non ha avuto contatti per diverso tempo, riprendendoli solo poco prima della sua scomparsa. Dopo la sua morte, prende a vivere con sé il nipote Massimo ma anche con lui ha inizialmente un rapporto difficile.

### Secondari
- Michela Bianchi, interpretata da Raffaella Rea. È la madre di Massimo. Muore per un tumore all'inizio della serie.
- Renata, interpretata da Paola Benocci. È il braccio destro di Giuseppe Liberati, che ha tramato per nascondere la verità sulla causa che ha portato alla morte di Michela e delle altre operaie.
- Anna Petrescu, interpretata da Anita Kravos. È la madre di Lara, malata di tumore così come le altre operaie della fabbrica di Liberati.
- Luana, interpretata da Marta Giovannozzi. È una delle amiche di Sara, Deborah e Viola.
- Maurizio Ianni, interpretato da Franco Trevisi. È il superiore di Beatrice Nenchi.
- Daniel Bauer, interpretato da Thomas Hunt. È il fratello di Greta, in coma da quando gli hanno sparato.
- Ettore, interpretato da Nello Mascia. È l'uomo misterioso che vive con Zeno Dominici che chiama papà anche se potrebbe essere lui suo padre.
- Deborah, interpretata da Anna Godina. È una delle amiche di Sara, Luana e Viola.
- Yuri Meng, interpretato da Yoon C. Joyce. È il padre di Lin.
- Ennio Suung, interpretato da Liyu Jin.
- Dottoressa Bassi, interpretata da Linda Gennari. È la donna che ha aiutato Renata nel mettere mano alla cartella clinica di Michela Bianchi.
- Fulvio Neri, interpretato da Maurizio Aiello. È il re delle slot machine del Lazio, finito nel mirino di Massimo.
- Priore Paolo, interpretato da Fausto Maria Sciarappa. È il misterioso frate al quale sembrano essere legati Simona Bianchi e Zeno Dominici.
- Dottor Falzano, interpretato da Vincenzo Ferrera. È il medico che visita Andrea in ospedale.
- Iris, interpretata da Milena Miconi. È una delle operaie di Liberati.
- Nando Giannini, interpretato da Fabrizio Nevola. È il malavitoso che chiede il pizzo al padre di Lin e che viene arrestato grazie a Massimo.
- Aishia, interpretata da Rausy Giangaré. È la collega di Lara.
- Gabriele, interpretato da Francesco Meoni. È il capo di Lara e Aishia.

## Distribuzione
La serie è stata distribuita da Federation Studios su Rai 2 dal 22 novembre 2023 e sulla piattaforma Prime Video dal giorno successivo. 

## Riconoscimenti
- 2024[1] - Ciak d'oro
  - Miglior protagonista pubblico under 30 a Nicolas Maupas